# Live (album In Extremo)
Live – album koncertowy grupy muzycznej In Extremo.

## Wersje albumu
- Audio CD:
  - 15 utworów z koncertu na płycie CD
- Video DVD:
  - 15 utworów z koncertu na płycie CD
  - DVD z zapisem z koncertu w trzech częściach:
    - Kyffhäuser (10 utworów)
    - Taubertalfestival (4 utwory)
    - M'era Luna (3 utwory)

## Lista utworów

### Audio CD
1. Intro
2. Krummavísur
3. Merseburger Zaubersprüche 2
4. Omnia Sol Temperat
5. Spielmannsfluch
6. Villeman og Magnhild
7. Merseburger Zaubersprüche 1
8. Rotes Haar
9. Stellit Puella
10. Vollmond
11. Gier
12. Ai Vis Lolop
13. Palaestinalied
14. Wind
15. Herr Mannelig

### DVD
Kyffhäuser:
1. Intro
2. Krummavisur
3. Merseburger Zaubersprüche 2
4. Omnia Sol Temperat
5. Spielmannsfluch
6. Villeman og Magnhild
7. Unter dem Meer
8. Pavane
9. Merseburger Zaubersprüche 1
10. Rotes Haar

Taubertalfestival:
1. Stellit Puella
2. Vollmond
3. Gier
4. Ai Vis A lo Lop

M'era Luna:
1. Palaestinalied
2. Wind
3. Herr Mannelig